# Dzik (dopływ Ścinawki)
Dzik (niem. Ebersdorfer Wasser) – potok górski, lewy dopływ Ścinawki o długości 11,09 km.
Potok płynie w Sudetach Środkowych w Górach Sowich w woj. dolnośląskim. Jego źródła znajdują się wysokości 495 m n.p.m. na łące u południowo-zachodniego podnóża góry Wolna (613 m n.p.m.) w Górach Sowich, poniżej przysiółka Podlesie. Potok w górnym biegu płynie Doliną Dzika przez Dzikowiec, a dalej dość głęboką doliną rozcinającą Garb Dzikowca na dwie części. Następnie płynie przez Słupiec (dzielnicę Nowej Rudy) i Ścinawkę Średnią, gdzie uchodzi do Ścinawki. Zasadniczy kierunek biegu potoku jest południowo-zachodni. 
Potok jest częściowo uregulowany w okolicy Słupca, w większości swojego biegu jest nieuregulowany o wartkim prądzie wody. W okresach wzmożonych opadów i wiosennych roztopów stwarza poważne zagrożenie powodziowe. Kilkakrotnie występował z brzegów podtapiając przyległe miejscowości.